# Леданья
Леданья (ісп. Ledaña) — муніципалітет в Іспанії, у складі автономної спільноти Кастилія-Ла-Манча, у провінції Куенка. Населення — 1931 особа (2010).
Муніципалітет розташований на відстані близько 210 км на південний схід від Мадрида, 85 км на південний схід від Куенки.

## Демографія
Динаміка населення (INE ):